# Heilenbach

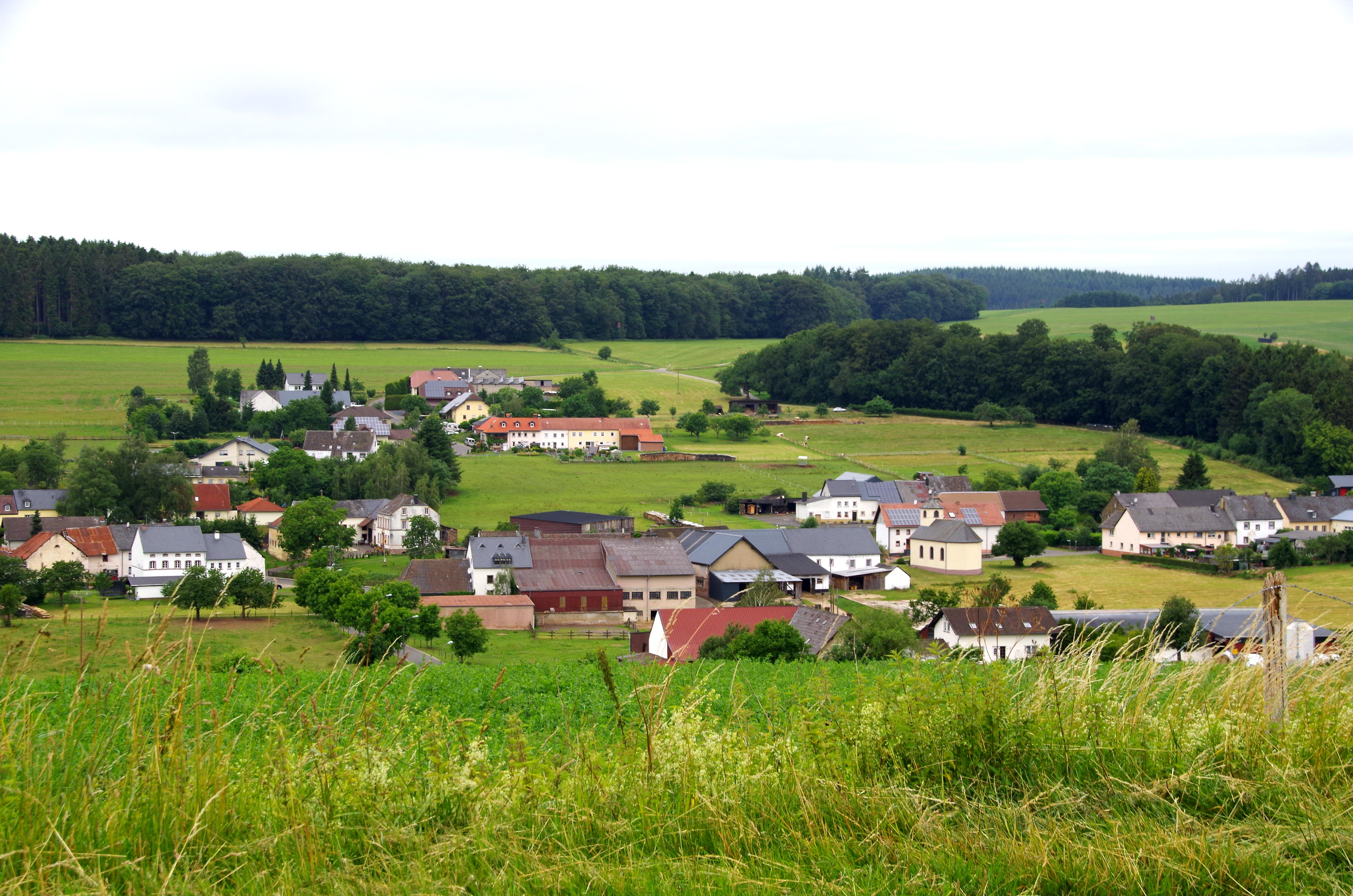
Heilenbach von Osten

Heilenbach ist eine Ortsgemeinde im Eifelkreis Bitburg-Prüm in Rheinland-Pfalz. Sie gehört der Verbandsgemeinde Bitburger Land an.

## Geographie
Die Gemeinde liegt ca. 10 km nordwestlich von Bitburg auf dem Höhenrücken zwischen Nimstal und Ehlenzbachtal. Im Westen und Norden der Gemeinde erstrecken sich ausgedehnte Waldgebiete. Von dem 7,84 km² großen Gemeindegebiet werden 43 % landwirtschaftlich genutzt, 49 % sind von Wald bestanden (Stand 31. Dezember 2017). Unmittelbar östlich der Ortschaft verläuft die Bundesautobahn 60.

## Geschichte
Schon in der keltischen Zeit war Heilenbach besiedelt, wovon unter anderem ein Ringwall auf dem Hardtberg zeugt. Auch aus der römischen Zeit sind zahlreiche Funde erhalten; so wurde die Heilenbacher Filialkirche auf den Trümmern eines großen römischen Monuments aus blauem Sandstein errichtet.
Die erste urkundliche Erwähnung des Ortes als „Hellenbuhc“ im Prümer Urbar stammt aus dem Jahr 893. Bis die Franzosen das Gebiet besetzten, gehörte Heilenbach etwa 1000 Jahre als Teil des Hofes Seffern zur Prümer Herrschaft. 1800 wurde Heilenbach der Mairie Seffern zugeschlagen, die 1816 in der gleichnamigen Bürgermeisterei Seffern aufging. Letztere löste sich 1856 in die Bürgermeisterei Bickendorf (ab 1927 Amt Bickendorf) auf, aus dem sich mit weiteren Ämtern 1970 die Verbandsgemeinde Bitburg-Land bildete.

## Bevölkerungsentwicklung
Die Entwicklung der Einwohnerzahl von Heilenbach, die Werte von 1871 bis 1987 beruhen auf Volkszählungen:
| Jahr | Einwohner |
| ---- | --------- |
| 1815 | 124       |
| 1835 | 160       |
| 1871 | 184       |
| 1905 | 156       |
| 1939 | 158       |
| 1950 | 158       |
| 1961 | 137       |

| Jahr | Einwohner |
| ---- | --------- |
| 1970 | 123       |
| 1987 | 107       |
| 1997 | 136       |
| 2005 | 129       |
| 2011 | 105       |
| 2017 | 109       |

Es gilt zu beachten, dass im Jahr 1828 vier Familien Heilenbach verließen um nach Brasilien auszuwandern. Da sie jedoch nach dem Verkauf ihrer Besitztümer von dem Vorhaben abgebracht wurden, gründeten sie in neun Kilometern Luftlinie den Ort Neuheilenbach.

## Politik

### Gemeinderat
Der Gemeinderat in Heilenbach besteht aus sechs Ratsmitgliedern, die bei der Kommunalwahl am 9. Juni 2024 in einer Mehrheitswahl gewählt wurden, und dem ehrenamtlichen Ortsbürgermeister als Vorsitzendem.

### Bürgermeister
Egon Moos wurde 2009 Ortsbürgermeister von Heilenbach. Da bei den Direktwahlen am 26. Mai 2019 und 9. Juni 2024 kein Wahlvorschlag eingereicht wurde, oblag die Neuwahl gemäß rheinland-pfälzischer Gemeindeordnung dem jeweils neu gewählten Rat. Bei den konstituierenden Sitzungen am 22. August 2019 und am 2. September 2024 wurde Egon Moos jeweils für weitere fünf Jahre in seinem Amt bestätigt.
Der Vorgänger von Egon Moos als Ortsbürgermeister war Leo Meyer.

### Wappen

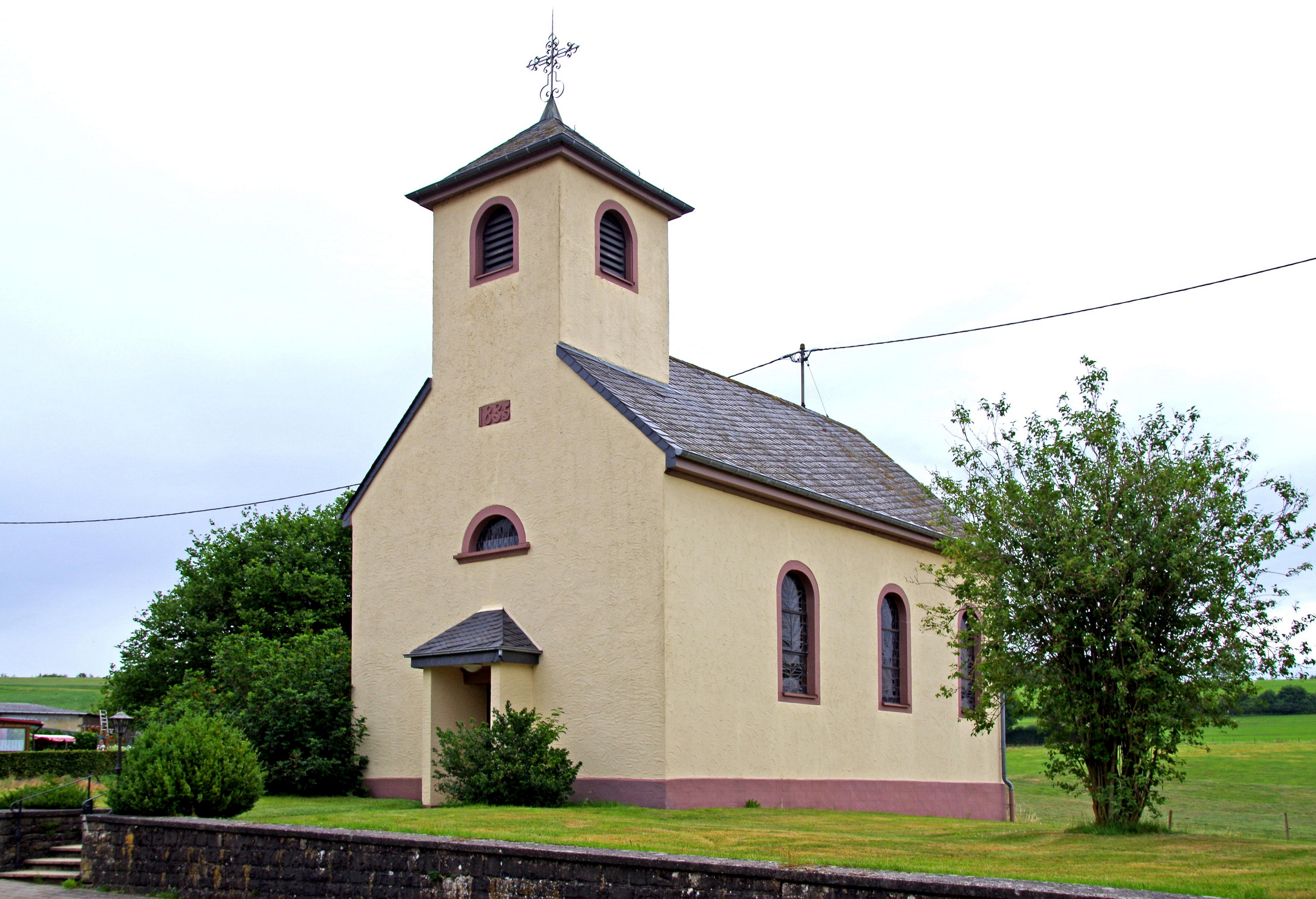
St. Petri Stuhl (Heilenbach)

| Wappen von Heilenbach |
| Wappenbegründung: Die Farben Rot und Silber sowie die Abtskrümme symbolisieren die fast 1000-jährige Zugehörigkeit von Heilenbach zur Abtei Prüm. Für den Kirchenpatron Petrus steht der goldene Schlüssel; die Filialkirche "Petri-Stuhl-Feier zu Antiochien" wurde als Mittelpunkt und Wahrzeichen der Gemeinde in das Wappen aufgenommen. |

## Sehenswürdigkeiten
Sehenswert und von historischer Bedeutung ist die auf Trümmern errichtete Filialkapelle „St. Petri Stuhl“ aus dem Jahre 1835.

## Wirtschaft und Infrastruktur
Heilenbach ist eine landwirtschaftlich geprägte Wohngemeinde, obgleich die Bedeutung der Landwirtschaft in den letzten Jahren abgenommen hat. Waren 1971 noch 22 Betriebe in diesem Sektor vorhanden, die eine Fläche von 284 ha bewirtschaftet hatten, gab es 2007 noch sechs Betriebe auf 204 ha. Die meisten Arbeitnehmer der Gemeinde sind in der Kreisstadt Bitburg und im Raum Trier beschäftigt.
Die nächste Autobahn-Anschlussstelle Bitburg an der A 60 ist etwa 5 km entfernt. 
Heilenbach liegt an der Kreisstraße 75 und gehört zum Busnetz Waldeifel des Verkehrsverbundes Region Trier.